# Canoë-kayak aux Jeux olympiques d'été de 1968
Navigation
Tokyo 1964 Munich 1972
Résultats des épreuves de Canoë-kayak aux Jeux olympiques d'été de 1968 à Mexico.

## Tableau des médailles pour le canoë-kayak
| Rang | Nation               | Or | Argent | Bronze | Total |
| ---- | -------------------- | -- | ------ | ------ | ----- |
| 1    | Hongrie              | 2  | 3      | 1      | 6     |
| 2    | Union soviétique     | 2  | 1      | 3      | 6     |
| 3    | Allemagne de l'Ouest | 1  | 2      | 0      | 3     |
| 4    | Roumanie             | 1  | 1      | 1      | 3     |
| 5    | Norvège              | 1  | 0      | 0      | 1     |
| 6    | Autriche             | 0  | 0      | 1      | 1     |
| 6    | Danemark             | 0  | 0      | 1      | 1     |

## Course en ligne

### 1 000 mètrescanoë monoplace hommes
| Médaille           | Noms          | Pays                 |
| ------------------ | ------------- | -------------------- |
| Médaille d'or      | Tibor Tatai   | Hongrie              |
| Médaille d'argent  | Detlef Lewe   | Allemagne de l'Ouest |
| Médaille de bronze | Vitaly Galkov | Union soviétique     |

### 1 000 mètrescanoë biplace hommes
| Médaille           | Noms                             | Pays             |
| ------------------ | -------------------------------- | ---------------- |
| Médaille d'or      | Ivan Patzaichin Serghei Covaliov | Roumanie         |
| Médaille d'argent  | Tamás Wichmann Gyula Petrikovics | Hongrie          |
| Médaille de bronze | Naum Prokupets Mikhail Zamotin   | Union soviétique |

### 500 mètreskayak monoplace femmes
| Médaille           | Nom                         | Pays                 |
| ------------------ | --------------------------- | -------------------- |
| Médaille d'or      | Lyudmila Khvedosyuk-Pinaeva | Union soviétique     |
| Médaille d'argent  | Renate Breuer-Dukat         | Allemagne de l'Ouest |
| Médaille de bronze | Viorica Dumitru             | Roumanie             |

### 1 000 mètreskayak monoplace hommes
| Médaille           | Nom                  | Pays             |
| ------------------ | -------------------- | ---------------- |
| Médaille d'or      | Mihaly Hesz          | Hongrie          |
| Médaille d'argent  | Aleksandr Shaparenko | Union soviétique |
| Médaille de bronze | Erik Hansen          | Danemark         |

### 500 mètreskayak biplace femmes
| Médaille           | Noms                                          | Pays                 |
| ------------------ | --------------------------------------------- | -------------------- |
| Médaille d'or      | Annemarie Zimmermann Roswitha Esser           | Allemagne de l'Ouest |
| Médaille d'argent  | Anna Pfeffer Katalin Rozsnyói                 | Hongrie              |
| Médaille de bronze | Lyudmila Khvedosyuk-Pinaeva Antonina Seredina | Union soviétique     |

### 1 000 mètreskayak biplace hommes
| Médaille           | Noms                                  | Pays             |
| ------------------ | ------------------------------------- | ---------------- |
| Médaille d'or      | Aleksandr Shaparenko Vladimir Morozov | Union soviétique |
| Médaille d'argent  | Csaba Giczy István Timár              | Hongrie          |
| Médaille de bronze | Gerhard Seibold Günther Pfaff         | Autriche         |

### 1 000 mètreskayak quatre places hommes
| Médaille           | Nom                                                          | Pays     |
| ------------------ | ------------------------------------------------------------ | -------- |
| Médaille d'or      | Steinar Amundsen Tore Berger Egil Søby Jan Johansen          | Norvège  |
| Médaille d'argent  | Anton Calenic Haralambie Ivanov Dimitrie Ivanov Mihai Ţurcaş | Roumanie |
| Médaille de bronze | Csaba Giczy Imre Szöllösi István Timár Istvan Csizmadia      | Hongrie  |